# Erizada punctata
Erizada punctata är en fjärilsart som beskrevs av Embrik Strand 1917. Erizada punctata ingår i släktet Erizada och familjen trågspinnare. Inga underarter finns listade i Catalogue of Life.